# Igor Milošević (giocatore di football americano)
Igor Milošević (21 aprile 1997) è un giocatore di football americano serbo, che gioca nel ruolo di offensive lineman per i Belgrade Blue Dragons.